# Aeroportul La Jagua
Aeroportul La Jagua (IATA: GLJ, ICAO: SKGZ) este un aeroport din Huila⁠(d), Columbia ce deservește zona Garzón⁠(d). Aeroportul a fost tranzitat în 2021 de 17 pasageri.
Situat la o altitudine de 728 m, aeroportul dispune de o singură pistă.